# 施特鲁文许滕
施特鲁文许滕是德国石勒苏益格－荷尔斯泰因州的一个市镇。总面积12.87平方公里，总人口1050人，其中男性543人，女性507人（2011年12月31日），人口密度82人/平方公里。